# Simhopp vid världsmästerskapen i simsport 2024 – Damernas 1 meter svikt
Damernas 1 meter svikt i simhopp vid världsmästerskapen i simsport 2024 avgjordes den 2 februari 2024 i Hamad Aquatic Centre i Doha i Qatar.
Australiska Alysha Koloi tog guld, brittiska Grace Reid tog silver och egyptiska Maha Amer tog brons.

## Resultat
Kvalet startade klockan 10:02. Finalen startade klockan 19:02.
Grön bakgrund betyder att simhopparen gick vidare till finalen
| Placering | Simhoppare                  | Nationalitet            | Kval   | Kval      | Final            | Final            |
| Placering | Simhoppare                  | Nationalitet            | Poäng  | Placering | Poäng            | Placering        |
| --------- | --------------------------- | ----------------------- | ------ | --------- | ---------------- | ---------------- |
| 1         | Alysha Koloi                | Australien              | 240,00 | 6         | 260,50           | 1                |
| 2         | Grace Reid                  | Storbritannien          | 242,55 | 3         | 257,25           | 2                |
| 3         | Maha Amer                   | Egypten                 | 257,95 | 1         | 257,15           | 3                |
| 4         | Jette Müller                | Tyskland                | 236,95 | 8         | 253,70           | 4                |
| 5         | Arantxa Chávez              | Mexiko                  | 232,80 | 10        | 249,70           | 5                |
| 6         | Hailey Hernandez            | USA                     | 232,05 | 11        | 249,60           | 6                |
| 7         | Alison Gibson               | USA                     | 240,45 | 5         | 249,35           | 7                |
| 8         | Kim Su-ji                   | Sydkorea                | 243,85 | 2         | 248,60           | 8                |
| 9         | Michelle Heimberg           | Schweiz                 | 230,95 | 12        | 248,50           | 9                |
| 10        | Emilia Nilsson Garip        | Sverige                 | 242,15 | 4         | 247,45           | 10               |
| 11        | Elena Bertocchi             | Italien                 | 239,95 | 7         | 236,55           | 11               |
| 12        | Elna Widerström             | Sverige                 | 233,35 | 9         | 235,50           | 12               |
| 13        | Paola Pineda                | Mexiko                  | 230,85 | 13        | Gick inte vidare | Gick inte vidare |
| 14        | Naïs Gillet                 | Frankrike               | 229,40 | 14        | Gick inte vidare | Gick inte vidare |
| 15        | Mia Vallée                  | Kanada                  | 229,35 | 15        | Gick inte vidare | Gick inte vidare |
| 16        | Lauren Hallaselkä           | Finland                 | 229,30 | 16        | Gick inte vidare | Gick inte vidare |
| 17        | Anna Santos                 | Brasilien               | 228,65 | 17        | Gick inte vidare | Gick inte vidare |
| 18        | Prisis Ruiz                 | Kuba                    | 227,80 | 18        | Gick inte vidare | Gick inte vidare |
| 19        | Kaja Skrzek                 | Polen                   | 225,55 | 19        | Gick inte vidare | Gick inte vidare |
| 20        | Lauren Burch                | Puerto Rico             | 215,25 | 20        | Gick inte vidare | Gick inte vidare |
| 21        | Aleksandra Błażowska        | Polen                   | 214,60 | 21        | Gick inte vidare | Gick inte vidare |
| 22        | Luana Lira                  | Brasilien               | 213,55 | 22        | Gick inte vidare | Gick inte vidare |
| 23        | Kim Na-hyun                 | Sydkorea                | 212,05 | 23        | Gick inte vidare | Gick inte vidare |
| 24        | Elizabeth Pérez             | Venezuela               | 208,55 | 24        | Gick inte vidare | Gick inte vidare |
| 25        | Madeline Coquoz             | Schweiz                 | 207,35 | 25        | Gick inte vidare | Gick inte vidare |
| 26        | Kimberly Bong               | Malaysia                | 205,80 | 26        | Gick inte vidare | Gick inte vidare |
| 27        | Elizabeth Roussel           | Nya Zeeland             | 205,10 | 27        | Gick inte vidare | Gick inte vidare |
| 28        | Saskia Oettinghaus          | Tyskland                | 203,90 | 28        | Gick inte vidare | Gick inte vidare |
| 29        | Bailey Heydra               | Sydafrika               | 201,35 | 29        | Gick inte vidare | Gick inte vidare |
| 30        | Caroline Kupka              | Norge                   | 199,30 | 30        | Gick inte vidare | Gick inte vidare |
| 31        | Ong Ker Ying                | Malaysia                | 198,00 | 31        | Gick inte vidare | Gick inte vidare |
| 32        | Brittany O'Brien            | Australien              | 194,10 | 32        | Gick inte vidare | Gick inte vidare |
| 33        | Chiara Pellacani            | Italien                 | 193,05 | 33        | Gick inte vidare | Gick inte vidare |
| 34        | Victoria Garza              | Dominikanska republiken | 183,15 | 34        | Gick inte vidare | Gick inte vidare |
| 35        | Zalika Methula              | Sydafrika               | 181,05 | 35        | Gick inte vidare | Gick inte vidare |
| 36        | Tereza Jelínková            | Tjeckien                | 180,00 | 36        | Gick inte vidare | Gick inte vidare |
| 37        | Estilla Mosena              | Ungern                  | 178,95 | 37        | Gick inte vidare | Gick inte vidare |
| 38        | Sude Köprülü                | Turkiet                 | 167,30 | 38        | Gick inte vidare | Gick inte vidare |
| 39        | Laura Valore                | Danmark                 | 165,25 | 39        | Gick inte vidare | Gick inte vidare |
| 40        | Patrícia Kun                | Ungern                  | 156,40 | 40        | Gick inte vidare | Gick inte vidare |
| 41        | Ashlee Tan                  | Singapore               | 155,05 | 41        | Gick inte vidare | Gick inte vidare |
| 42        | Ivana Medková               | Tjeckien                | 148,55 | 42        | Gick inte vidare | Gick inte vidare |
| 43        | Tekle Sharia                | Georgien                | 148,30 | 43        | Gick inte vidare | Gick inte vidare |
| 44        | Chan Tsz Ming               | Hongkong                | 141,95 | 44        | Gick inte vidare | Gick inte vidare |
| 45        | Gladies Lariesa Garina Haga | Indonesien              | 135,65 | 45        | Gick inte vidare | Gick inte vidare |
| 46        | Mariam Shanidze             | Georgien                | 127,80 | 46        | Gick inte vidare | Gick inte vidare |
| 47        | Palak Sharma                | Indien                  | 117,65 | 47        | Gick inte vidare | Gick inte vidare |